# Wilhelm Tönnis

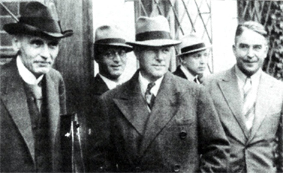
Otfrid Foerster, Herbert Olivecrona und Wilhelm Tönnis, vor 1942

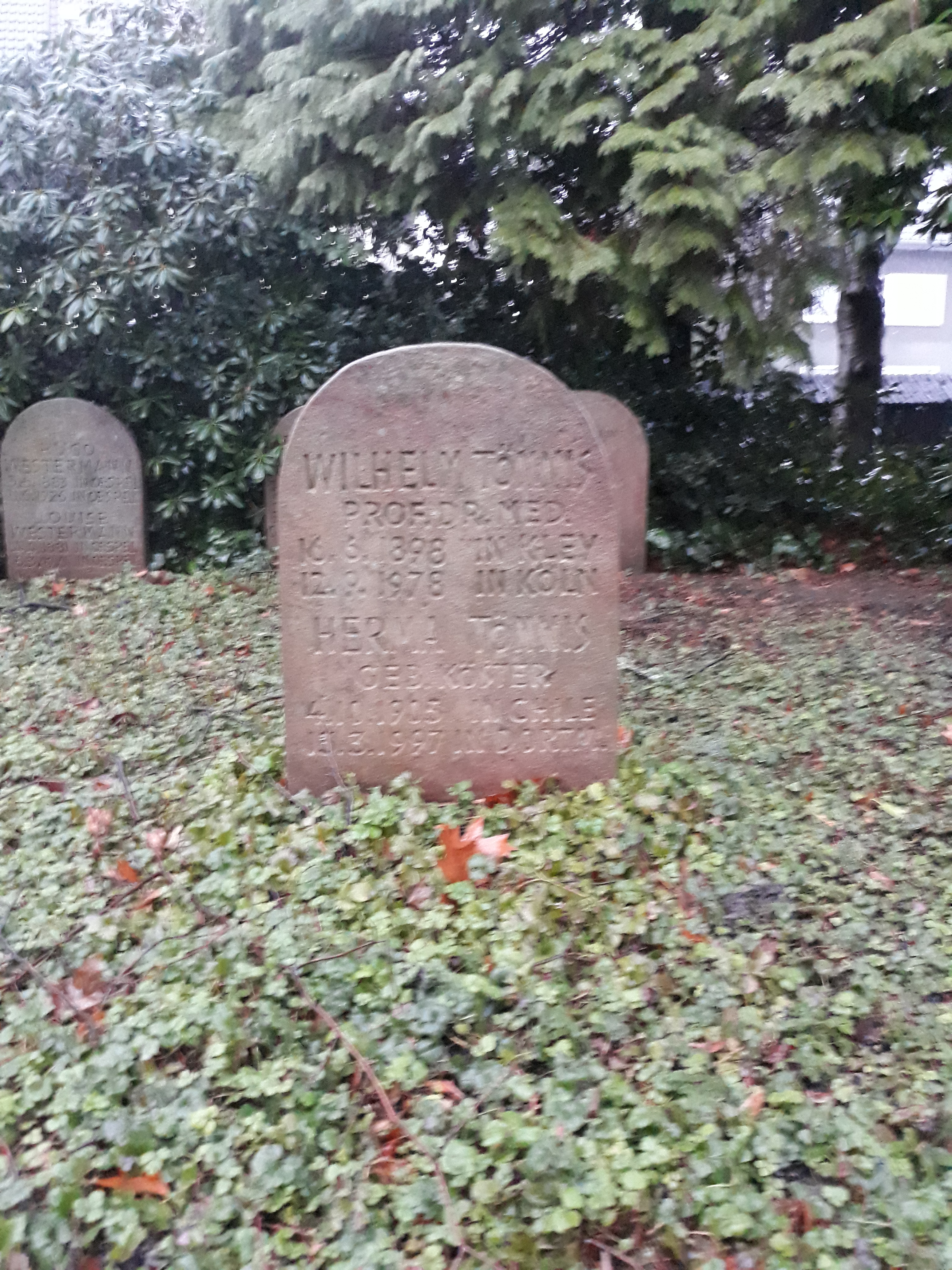
Das Grab von Wilhelm Tönnis und seiner Ehefrau Herma auf dem Friedhof Dortmund-Oespel.

Wilhelm Tönnis (* 16. Juni 1898 in Kley; † 12. September 1978 in Köln) war ein deutscher Chirurg und Hochschullehrer sowie ein Pionier der Neurochirurgie.

## Leben
Er wuchs in Kley bei Dortmund auf und absolvierte sein Abitur 1917 am Dortmunder Realgymnasium. Unmittelbar danach wurde er mit anderen Conabiturienten noch zum Kriegsdienst im Ersten Weltkrieg an die französische Front einberufen und bis zum Leutnant befördert. Im Jahr 1919 begann er an der Universität Marburg sein Medizinstudium und promovierte 1924 an der Universität Hamburg. Während seines Studiums wurde er Mitglied der AMV Nordmark Hamburg (im Sondershäuser Verband).
1926 wurde er Assistent von Fritz König an der Chirurgischen Universitätsklinik Würzburg, 1932 Leiter der von ihm in diesem Jahr eröffneten neurochirurgischen Station am Luitpoldkrankenhaus in Würzburg, nachdem er zuvor eine neunmonatige Ausbildung bei Herbert Olivecrona in Stockholm durchlaufen hatte. Am 17. August 1934 wurde der Begründer der Neurochirurgie in Würzburg im Alter von 35 Jahren Leiter der ersten unabhängigen, auf Neurochirurgie spezialisierten Abteilung Deutschlands in Würzburg (Erlass des Bayerischen Staatsministeriums für Unterricht und Kultus).
Ein wesentlicher technischer Fortschritt beim Aufkommen der modernen Neurochirurgie war die ab Ende der 1920er Jahre aufkommende Konstrastmitteldiagnostik. Die Neurochirurgie musste sich damals gegen Widerstände der allgemeinen Chirurgen und auch (was die Diagnostik betraf) von Neurologen durchsetzen.
Im Jahr 1937 zog er nach Berlin, wo er an der Hansaklinik der erste Extraordinarius für Neurochirurgie wurde, wobei er in dieser Funktion formal Ferdinand Sauerbruch untergeordnet war. Gleichzeitig wurde er zum Direktor der neu eingerichteten Abteilung für Tumorforschung und experimentelle Gehirnpathologie beim Kaiser-Wilhelm-Institut ernannt. Tönnis gründete die weltweit erste neurochirurgische Fachzeitschrift, das Zentralblatt für Neurochirurgie, und wurde deren Mitherausgeber. Während seiner Zeit in Berlin ab 1936 ergab sich am Kaiser Wilhelm-Institut für Hirnforschung eine enge Zusammenarbeit mit Hugo Spatz und mit seinem Schüler Klaus-Joachim Zülch. Aus dieser Zusammenarbeit entsprangen viele Arbeiten zur Weiterführung der Hirntumorklassifikation. 1943 wurde Tönnis zur gleichen Zeit wie Spatz zum Ehrenmitglied der Gesellschaft bulgarischer Neurologen und Psychiater in Sofia ernannt.
Während des Zweiten Weltkriegs war er Generalarzt bei der deutschen Luftwaffe und erhielt am 31. Mai 1944 das Ritterkreuz zum Kriegsverdienstkreuz mit Schwertern. Er initiierte Luftwaffenabtransporte hirnverletzter Soldaten von der Front.
Nach dem Krieg arbeitet Wilhelm Tönnis zunächst ab dem 1. April 1946 als Direktor am Knappschaftskrankenhaus Bochum-Langendreer und richtete dort ein neurochirurgisches Zentrum ein. In dieser Zeit setzte er sich unermüdlich für die Institutionalisierung der Neurochirurgie im Nachkriegs-Deutschland ein.
1946 richtete er die Abteilung für Tumorforschung und experimentelle Pathologie am Max-Planck-Institut für Hirnforschung ein. Von 1949 bis 1968 hatte er den ersten deutschen Lehrstuhl für Neurochirurgie an der Universität Köln inne. Am 13. September 1950 gründete er die Deutsche Gesellschaft für Neurochirurgie und wurde deren Vorsitzender.
1952 wurde er Mitglied der Deutschen Akademie der Naturforscher Leopoldina. Ab 1954 gab er mit Olivecrona und Krenkel das bei Springer erschienene mehrbändige Handbuch für Neurochirurgie heraus. Er war Präsident der Tagungen der Deutschen Gesellschaft für Neurochirurgie in Freiburg 1948, Göttingen 1949, Bonn 1950, Köln 1959. 1957 wurde er geschäftsführender Direktor des Max-Planck-Instituts für Hirnforschung und 1959 Präsident des Gesamtverbandes Deutscher Nervenärzte, Köln. 1970 stiftete er die Wilhelm-Tönnis-Stiftung.
Er starb 1978 im Alter von 80 Jahren in einem Kölner Krankenhaus und wurde in Dortmund-Oespel beigesetzt.

## Familie
Tönnis entstammte einer in Kley alteingessenen, wohlhabenden Landwirtsfamilie. Er hatte zwei Brüder, von denen einer Landwirt und der andere, Benno Tönnis, Doktorand von Fritz Kögl, habilitierter Chemiker wurde.
Wilhelm Tönnis heiratete 1926 in Wentorf Herma Anna Maria Frieda Köster (Chile 1903–1997 Dortmund). Ihr gemeinsamer Sohn Dietrich Tönnis (1927–2010) wurde als Kinderorthopäde und Spezialist für die Behandlung der Hüftdysplasie ebenfalls ein in der Fachwelt anerkannter Mediziner.

## Auszeichnungen
- 1960: Otfrid-Foerster-Medaille
- 1968: Paracelsus-Medaille der deutschen Ärzteschaft
- 1968: Großes Bundesverdienstkreuz mit Stern

## Veröffentlichungen (Auswahl)
- Hirnverletzungen im Polenfeldzug. In: Deutsche Medizinische Wochenschrift. Band 66, 1940, S. 57 ff.
- als Hrsg. mit H. Olivecrona: Handbuch der Neurochirurgie. Springer, Berlin/Göttingen/Heidelberg 1954 ff.
- Diagnostik der intrakraniellen Geschwülste. In: Wilhelm Tönnis, H. Olivecrona (Hrsg.): Handbuch der Neurochirurgie. Band 4/III. Springer, Berlin/Göttingen/Heidelberg 1960.
- Rektoratsrede Köln: Die Neurochirurgie im Rahmen der Universität. Scherpe, Krefeld 1960.